# Yukhari Askipara
Yukhari Askipara / Youkhary Eskipara (en azéri Yuxari Əskipara, littéralement « Haut-Askipara ») est un village d'Azerbaïdjan.

## Géographie
Administrativement situé dans le raïon de Qazakh, au nord-ouest du pays, Yukhari Askipara est situé dans une enclave de 8,6 km2 à l'intérieur de l'Arménie et est distant du reste de l'Azerbaïdjan de moins d'1 km. Il est arrosé par la rivière Voskepar.

## Histoire
Yukhari Askipara, comme les autres enclaves azéries de Barkhudarli, Aşağı Əskipara et Karki, est contrôlé par l'Arménie entre 1989 et le 19 avril 2024, date à laquelle elles sont restituées à l'Azerbaïdjan. L'Azerbaïdjan n'a cessé d'en demander la restitution durant toute cette période.